# Seishiro Itagaki
Seishiro Itagaki (Morioka, 21 gennaio 1885 – Tokyo, 23 dicembre 1948) è stato un generale e politico giapponese che prestò servizio nell'Esercito imperiale giapponese durante la seconda guerra mondiale e fu Ministro della guerra dal 1938 al 1939.
È stato uno dei principali cospiratori dietro l'incidente di Mukden e ha ricoperto prestigiosi incarichi come capo di stato maggiore dell'armata del Kwantung e dell'Armata di guarnigione in Cina durante l'inizio della seconda guerra sino-giapponese. Itagaki divenne ministro della guerra ma cadde in disgrazia dopo la sconfitta giapponese nei conflitti di confine tra Unione Sovietica e Giappone, servendo come generale per diversa armate fino alla resa delle forze giapponesi nel sud-est asiatico del 1945. Itagaki fu condannato per crimini di guerra dal tribunale militare internazionale per l'estremo oriente e giustiziato nel 1948.

## Biografia
Seishiro Itagaki nacque il 21 gennaio 1885 a Morioka, nella prefettura di Iwate, in un'ex famiglia di samurai che aveva servito il clan Nanbu del feudo Morioka. Il padre di Itagaki, Masanori Itagaki, è stato sindaco del distretto di Kesen e preside di una scuola femminile. È cresciuto in una famiglia buddista Nichiren appartenente alla setta Nichiren-shū. Ha frequentato la scuola media a Morioka (insieme a Kyōsuke Kindaichi, Koshirō Oikawa e Kodō Nomura) prima di frequentare l'accademia militare di Sendai.

### Carriera
Itagaki entrò nell'Accademia dell'Esercito Imperiale Giapponese, dove fece amicizia con numerose importanti figure militari giapponesi tra cui Yasuji Okamura, Kenji Doihara e Tetsuzan Nagata. Si diplomò nel 1904 e combatté nella guerra russo-giapponese. Itagaki ha sposato Kikuko Ogoshi, la figlia del suo ex mentore Kenkichi Ogoshi, morto nella battaglia di Mukden. Dal 1924 al 1926, Itagaki è stato un addetto militare assegnato all'ambasciata giapponese in Cina. Al suo ritorno in Giappone, ha ricoperto una serie di posizioni dirigenziali all'interno dello stato maggiore dell'esercito imperiale giapponese fino al 1927 prima di essere nominato comandante della 33ª brigata di fanteria IJA con sede in Cina.
La sua brigata fu assegnata alla 10ª divisione IJA dal 1927 al 1928. Itagaki fu poi trasferito al comando del 33º reggimento di fanteria IJA in Cina dal 1928 al 1929, sotto l'egida della prestigiosa armata del Kwantung. Nel 1931, Itagaki divenne capo della sezione di intelligence dell'armata del Kwantung, in questa veste aiutò a pianificare l'incidente di Mukden del 1931 che ha portato alla conquista giapponese della Manciuria. Itagaki fu successivamente consigliere militare dello stato fantoccio giapponese del Manciukuò dal 1932 al 1934. Nel 1934, Itagaki divenne vice capo di stato maggiore dell'armata del Kwantung e nel 1936 fu promosso a capo di stato maggiore. Dal 1937 al 1938, Itagaki fu comandante della 5ª divisione IJA in Cina durante le prime fasi della seconda guerra sino-giapponese, e la sua divisione prese un ruolo guida nella battaglia di Pechino-Tientsin, nell'Operazione Chahar e nella battaglia di Taiyuan. Nella battaglia di Xuzhou, le sue forze furono respinte durante gli scontri di Taierzhuang in prossimità di Linyi, che ha impedito loro di venire in aiuto dell 10ª divisione IJA di Rensuke Isogai.
Itagaki fu richiamato in Giappone nel 1938, servendo brevemente come ministro della guerra fino al 1939. Il 6 dicembre 1938, Itagaki propose una politica nazionale espansionista in conformità con Hakkō ichiu alla Conferenza dei Cinque Ministri, la carica più alta del consiglio decisionale, e decisero di vietare l'espulsione degli ebrei in Giappone, Manciuria e Cina come politica nazionale giapponese. Itagaki tornò di nuovo in Cina come capo di stato maggiore dell'Armata di guarnigione in Cina dal 1939 al 1941. Tuttavia, nell'estate del 1939, l'inaspettata sconfitta delle forze giapponesi nella battaglia di Khalkhin Gol (o incidente di Nomonhan), la battaglia decisiva dei conflitti di confine tra Unione Sovietica e Giappone, fu un duro colpo per la sua carriera. 
Il 7 luglio 1941, Itagaki fu riassegnato al comando dell'esercito giapponese in Corea. Fu in grado di impedire a Masanobu Tsuji di essere ricompensato come avrebbe voluto l'imperatore a causa dell'insolenza di Tsuji e del gekokujō durante l'incidente di Nomonhan, facendo trasferire Tsuji in un'unità di ricerca a Formosa. Mentre Itagaki era comandante dell'Esercito in Corea, il Giappone iniziò ad assemblare il suo programma di armi nucleari con il sito industriale vicino al bacino idrico militare, come equivalente al laboratorio di Oak Ridge per il Progetto Manhattan degli Stati Uniti. Mentre la situazione bellica giapponese continuava a peggiorare, l'Esercito giapponese fu elevato al rango di diciassettesimo esercito giapponese nel 1945, con Itagaki ancora come comandante in capo fino al 7 aprile 1945. Itagaki fu quindi riassegnato a Singapore e nella Malesia britannica. Itagaki si arrese nel sud-est asiatico all'ammiraglio britannico Louis Mountbatten a Singapore il 12 settembre 1945.

### Morte
Dopo la guerra, Itagaki fu preso in custodia dal Comandante supremo delle forze alleate e accusato di crimini di guerra, in particolare in collegamento con il sequestro giapponese della Manciuria, e la sua escalation bellica contro gli alleati durante il mandato come ministro della guerra, e per aver consentito il trattamento disumano dei prigionieri di guerra durante il suo mandato come comandante delle forze giapponesi nel sud-est asiatico. Itagaki fu dichiarato colpevole per i capi d'accusa 1, 27, 29, 31, 32, 35, 36 e 54 e fu condannato a morte nel 1948 nel processo di Tokyo. Itagaki fu impiccato il 23 dicembre 1948 nella prigione di Sugamo a Tokyo.